# هاوایی (فیلم ۱۹۶۶)
هاوایی (انگلیسی: Hawaii) فیلمی به کارگردانی جرج روی هیل است که در سال ۱۹۶۶ منتشر شد. این فیلم در سال ۱۹۶۶ میلادی با فروش ۳۴٬۵۶۲٬۲۲۲ دلار دومین فیلم پرفروش در آمریکا شد.

## خلاصه داستان
یک مُبلغ مذهبی آمریکایی و همسرش به جزیره‌ای عجیب و غریب واقع در پادشاهی هاوایی سفر می‌کنند به امید اینکه بتوانند خلق و خوی بومیان آنجا را تغییر دهند. اما تناقض فرهنگی آن‌ها باعث به وجود آمدن یک تراژدی می‌شود…

## بازیگران
- جولی اندروز
- مکس فون سیدو
- جین هکمن
- جاسلین لاگارد
- ریچارد هریس
- کرول اکونر
- تورین تاچر
- مایکل کنستانتین
- بت میدلر
- دوروتی جیکنس
- هتر منزیس

## جوایز
این فیلم کاندیدای ۶ اسکار (کاندیدای اسکار بهترین موسیقی-کاندیدای اسکار بهترین جلوه‌های ویژه-کاندیدای اسکار بهترین صدا-کاندیدای اسکار بهترین طراحی لباس-کاندیدای اسکار بهترین فیلمبرداری-کاندیدای اسکار بهترین بازیگر نقش مکمل زن) در سال ۱۹۶۷ شد.